# Dixella venezuelensis
Dixella venezuelensis är en tvåvingeart som först beskrevs av Lane 1942.  Dixella venezuelensis ingår i släktet Dixella och familjen u-myggor. Inga underarter finns listade i Catalogue of Life.